# Two feet
Закхари Уильям «Билл» Десс, более известен под сценическим именем Two Feet — певец, композитор и продюсер из Нью-Йорка, США.
Перед тем как основать Two feet, Билл играл в местных джазовых и блюзовых ансамблях. После того как его трек «Go Fuck Yourself» стал вирусным, музыкант подписал контракт с Republic Records. Сингл достиг 36 места в Hot Rock Songs chart американского журнала Billboard.. Его следующий сингл, «I Feel Like I’m Drowning», достиг первого места в чарте Alternative Songs 2018.

## Психическое здоровье
31 июля 2018 года Билл написал в своём аккаунте в Твиттере прощальный пост, который впоследствии был удалён:
«Многие мои фанаты живут здесь, в Твиттере и в Spotify. Я хочу сказать всем вам, 12 тысячам, что я очень вас люблю. Надеюсь, в каком-то роде, я помог вам. Знаю, это может быть странно — постить суицидальное письмо в Твиттер. Но это мир, в котором мы живём. Я всегда был абсолютно честен с вами. В любом случае, я вас люблю».
После этих твитов появились новости о госпитализации Билла, после чего, спустя месяц, 31 августа 2018 года, музыкант опубликовал письмо с извинениями на своей странице в Facebook, в котором говорит о событиях того дня: 
«31 июля я пытался покончить с собой. После ужина я пришёл домой, выпил остатки прописанного мне клоназепама, выпил полбутылки Jack Daniel’s, порезал запястья, залез в наполненную ванну и потерял сознание. Это чудо, что я жив. И я благодарен за это». 
Также он упоминает о том что у него была диагностирована шизофрения, но впоследствии, по словам самого Уильяма, диагноз оказался неверным и был исправлен на Биполярное аффективное расстройство. Музыкант отмечает, что на данный момент проходит лечение.
В письме Билл говорит о том, что собирается продолжать делать то, что он любит и призывает людей с суицидальными мыслями обращаться за помощью к специалистам.

## Дискография

### EP
- First Steps EP (Majestic Casual Records, 2016)
- Momentum EP (Majestic Casual Records, 2017)

### Альбомы
- A 20 Something F**k (Republic Records, 2018)
- Pink (Republic Records, 2020)
- Max Maco Is Dead Right? (AWAL Recordings America, 2021)
- Shape & Form (2022)

### Синглы
- «Not Me» (feat. Melvv, 2016)
- «Had Some Drinks» (Majestic Casual Records, 2017, с альбома Momentum)
- «Twisted» (Majestic Casual Records, 2017, с альбома Momentum)
- «Your Mother Was Cheaper» (Majestic Casual Records, 2017, с альбома Momentum)
- «Love Is A Bitch» (Majestic Casual Records, 2017, с альбома Momentum)
- «Go Fuck Yourself» (Republic Records, 2017, с альбома First Steps)
- «Her Life» (Republic Records, 2017, с альбома First Steps)
- «Quick Musical Doodles & Sex» (Republic Records, 2017, с альбома First Steps)
- «You’re So Cold» (Republic Records, 2017, с альбома First Steps)
- «I Feel Like I’m Drowning» (Republic Records, 2018)
- «Same Old Song (S.O.S., Pt.1)» (Republic Records, 2018)
- «Hurt People» (Republic Records, 2018)
- «Lost The Game» (Republic Records, 2018)
- «I Want It» (Republic Records, 2018)
- «Think I’m Crazy»  (AWAL Recordings America, inc, 2020)